# Scoloplos spinigerus
Scoloplos spinigerus är en ringmaskart som beskrevs av José María Alfono Félix Gallardo 1968. Scoloplos spinigerus ingår i släktet Scoloplos och familjen Orbiniidae. Inga underarter finns listade i Catalogue of Life.